# (2168) Swope
(2168) Swope est un astéroïde de la ceinture principale, découvert à l'observatoire Goethe Link près de Brooklyn dans l'Indiana.
Il est nommé d'après l'astronome américaine Henrietta Hill Swope.